# Francisca de Orleães-Longueville
Francisca de Orleães, Mademoiselle de Longueville (em francês:  Françoise d'Orléans, Mademoiselle de Longueville; Châteaudun, 5 de abril de 1549 - Paris, 11 de junho de 1601), foi uma nobre francesa pertencente à Casa Orleães-Longueville. Foi princesa de Condé por casamento com Luís I de Bourbon, Príncipe de Condé chefe dos protestantes durante as Guerras religiosas na França.

## Biografia
Francisca de Orleães, dita Mademoiselle de Longueville, era filha de Francisco de Orleães-Longueville, Marquês de Rothelin, e de Jaqueline de Rohan, nasceu cerca de seis meses após a morte de seu pai (que faleceu a 25 de outubro de 1548).
A 8 de novembro de 1565 casa no castelo de Vendôme com o Príncipe de Condé Luís de Bourbon, chefe protestante e tio do futuro rei Henrique IV de França. Do seu casamento, ela teve três filhos, sem contar com os três outros nascidos do primeiro casamento do seu esposo. Luís casara com Leonor de Roye que falecera em 1564.
No início da terceira guerra religiosa, Francisca refugiara-se em La Rochelle com a sua família junto da rainha de Navarra Joana de Albret. O seu marido, o Príncipe de Condé que comandava o exército protestante, foi morto em combate 13 de março de 1569, durante a batalha de Jarnac, onde os Huguenotes são vencidos pelo exército real.
Após a guerra, ela reaproxima-se da Corte e do cardeal de Bourbon. Vivia em Blandy e, gradualmente, distancia-se do protestantismo. É na sua residência que tem lugar as núpcias do seu enteado, Henrique I de Condé com Maria de Cleves no Verão de 1572. Após o Massacre da noite de São Bartolomeu, ela converte-se ao catolicismo sem qualquer resistência e partilha a sua vida entre a corte e o seu castelo de Blandy.
Vem a falecer em 11 de junho de 1601 em Paris, sendo sepultada na igreja cartuxa Nossa senhora da Boa Esperança, próxima de Gaillon.

## Familiares

### Ascendência
Os seus avós eram:
- do lado paterno, o duque Luís I de Orleães, Duque de Longueville, e Joana de Hochberg, Condessa Soberana de Neuchâtel e marquesa de Rothelin;
- do lado materno, Carlos de Rohan, Visconde de Fronsac, e Joana de Saint-Severin.

Francisca era a filha mais nova de Léonor, duque de Longueville (1540-1573). Este casara em 1563 Maria de Bourbon (1539-1601) Duquesa de Estouteville e Condessa de Saint-Pol, de quem tivera, entre outros, Henrique I de Orleães-Longueville.
Francisco III de Orleães-Longueville, primo co-irmão de Francisca, era meio-irmão (uterino) da rainha Maria Stuart. A sua tia materna, Cláudia de Thoury de Rohan-Gié, fora uma das amantes do rei Francisco I de França.
Os príncipes de Carignan, depois reis da Itália, desceram de Francisca através de seu filho Charles.

### Descendência
Francisca teve três filhos do seu casamento:
1. Carlos (Charles) (1566-1612), Conde de Soissons;
2. Luís (Louis) (1567-1569);
3. Benjamim (Benjamin) (1569-1573).

## Tratamentos
- de 5 de abril de 1549 a 8 de novembro de 1565: Mademoiselle de Longueville;
- de 8 de novembro de 1565 a 13 de março de 1569: sua Alteza Sereníssima, a Senhora princesa de Condé, princesa de sangue;
- de 13 de março de 1569 - 11 de junho de 1601: Sua Alteza sereníssima, a Senhora princesa viúva de Condé, princesa de sangue.